# 唐定陵
唐定陵为唐十八陵之一，为唐中宗李显墓。位于渭南市富平县北10公里的龙泉山。
景龙四年（710年）五月，唐中宗驾崩后葬在定陵，因为韦后被政變，所以以和思皇后赵氏共葬。因山为陵，玄宫深邃于龙泉山中，陵区周围二十公里。四门原有石狮一对，朱雀门外石人十对，石马五对，朱雀（鸵鸟）、翼马、华表各一对。现在仅存石狮一对。定陵陪葬有15座。 
陪葬人物
1. 節愍太子李重俊
2. 宜城公主
3. 長寧公主
4. 城安公主
5. 定安公主
6. 永壽公主
7. 駙馬韋鐬
8. 駙馬王同皎